# Crosscut Point
Crosscut Point är en udde i Sydgeorgien och Sydsandwichöarna (Storbritannien). Den ligger i den östra delen av Sydgeorgien och Sydsandwichöarna.
Terrängen inåt land är kuperad söderut, men österut är den platt. Havet är nära Crosscut Point åt nordväst.  Det finns inga samhällen i närheten. 